# Fédéralisation de la Syrie
La fédéralisation de la Syrie a été proposée comme moyen de mettre fin à la guerre civile syrienne,,,,. Au sens le plus large, cela signifie transformer la République arabe syrienne, centralisée, en une république fédérale à subdivisions autonomes. De nombreuses puissances et acteurs impliqués dans la guerre civile syrienne ont entretenu l'idée de « division fédérale », notamment la Russie, des représentants des Nations unies et les États-Unis. Le président Bachar al-Assad n'a pas exclu la possibilité d'un État fédéral démocratique de Syrie. De son côté, la Turquie est fortement hostile à l'idée d'une fédéralisation de la Syrie car elle craint d'éventuelles répercussions sur son propre État hautement centralisé.
Étant donné que la fédéralisation suivrait plus ou moins des et peut-être aussi religieuses et sectaires, elle a été rejetée par ses opposants en la qualifiant de « division du pays » et de « balkanisation »,. Les principales institutions de l'opposition syrienne basées en Turquie ou au Qatar, comme le Conseil national syrien et la Coalition nationale des forces de l'opposition et de la révolution, ont systématiquement rejeté l'idée de fédéralisation tandis que les Kurdes syriens en particulier ont fait la promotion de cette idée. Le Mouvement pour le futur de la Syrie, parti d'opposition basé en Égypte, adopte une position intermédiaire,.

## Chronologie pendant la guerre civile syrienne
Le 17 mars 2016, la Fédération démocratique du nord de la Syrie - Rojava a été déclarée unilatéralement fédération de cantons autonomes sur le modèle des cantons suisses, à savoir le canton d'Afrin, le canton de Jazira et le canton de Kobanî ainsi que la région de Shahba. La fédération est considérée par ses protagonistes comme un modèle pour la Syrie dans son ensemble. Cette décision a été rejetée par le gouvernement syrien et désapprouvée par la Turquie et les États-Unis.
En septembre 2016, le secrétaire général de la Ligue arabe, Ahmed Aboul Gheit, s'est exprimé dans une interview comme l'une des premières personnalités politiques régionaux à prendre publiquement position pour la fédéralisation de la Syrie. Il a déclaré que la mise en place d'un système fédéral en Syrie « garantirait de préserver les institutions et l'unité » et qu'un système fédéral serait « la solution la plus appropriée et protégera le pays contre la destruction ».
En octobre 2016, une initiative russe pour la fédéralisation axée sur le nord de la Syrie a été rapportée, qui, dans son essence, appelait à transformer les institutions existantes de la Fédération démocratique du nord de la Syrie - Rojava en institutions légitimes de la Syrie. Son rejet pour le moment par le gouvernement syrien a également été rapporté.
Après des pourparlers de paix multilatéraux à Astana en janvier 2017, la Russie a proposé un projet de future constitution de la Syrie, qui transformerait notamment la « République arabe syrienne » en « République de Syrie », introduirait des autorités décentralisées ainsi que des éléments de fédéralisme comme des « zones d'association », renforcerait le parlement au détriment de la présidence et réaliserait la laïcité en abolissant la jurisprudence islamique comme source de législation,. Le même mois, le ministre britannique des Affaires étrangères, Boris Johnson, déclara que « la mise en œuvre d'un accord dans le style de Dayton en Syrie et l'introduction d'une certaine forme de solution fédérale en Syrie (...) pourraient en effet être la bonne voie à suivre ou la seule voie à suivre en la fin de tout cela ».

## Précédents historiques

Carte montrant les États du mandat français de 1921 à 1922.

Pendant le mandat français, la Syrie a été subdivisée en différentes entités autonomes, dont la plupart portaient la dénomination « État » (en arabe Dawlat) :
- l'État des Alaouites
- la province de Jazira
- l'État des Druzes (initialement appelé État de Souaida)
- l'État d'Alep
- l'État de Damas
- l'État du Grand Liban
- l'État du Hatay (appelé à l'origine le Sanjak d'Alexandrette)
- l'État de Syrie

Ces entités autonomes ne correspondaient pas à la division administrative de la Syrie ottomane. Deux de ces États, le Hatay et le Liban, ont par la suite été détachés du territoire syrien.